# Île-à-Vache
Île-à-Vache (także Île-à-Vaches) – wyspa na Morzu Karaibskim, w archipelagu Wielkich Antyli, położona u południowo-zachodniego wybrzeża wyspy Haiti, około 11 km na południowy wschód od miasta Les Cayes. Czwarta pod względem wielkości wyspa należąca do Haiti, o powierzchni 52 km². Zamieszkana przez około 16 000 osób (2023), administracyjnie stanowi gminę w okręgu Les Cayes, w Departamencie Południowym.
Gospodarka opiera się na rolnictwie (uprawa bawełny i cytrusów, hodowla bydła) i rybołówstwie. Stanowi ośrodek turystyki. Występują to złoża chromitu.
Nazwa Île-à-Vache(s) oznacza w języku francuskim „wyspę krowią” (krowa – vache, w liczbie mnogiej – vaches). Wyspa zawdzięcza ją zamieszkującym ją niegdyś stadom zdziczałych krów.

## Historia
W epoce kolonialnej Île-à-Vache stanowiła dogodną przystań dla piratów. Niejednokrotnie była miejscem zgrupowania angielskich i francuskich bukanierów, operujących z Port Royal i Tortugi, podczas przygotowań do wspólnych napadów na kolonie hiszpańskie na Karaibach. Tutaj też dochodziło do dzielenia łupów. W 1668 roku przybył tu Henry Morgan, organizujący atak na Cartagenę, wówczas najzamożniejsze, ale i silnie ufortyfikowane, miasto hiszpańskie w regionie. Przypadkowa eksplozja prochu na fregacie „Oxford”, prawdopodobnie wywołana przez iskrę z paleniska, nad którym pieczono prosiaka, doprowadziła do zatonięcia okrętu. Śmierć poniosło ponad dwustu, spośród blisko tysiąca, zgromadzonych piratów, znacznie osłabiając siły Morgana. W rezultacie obrał on łatwiejszy cel – miasta Maracaibo i Gibraltar. Wrak okrętu został odnaleziony w 2004 roku. Wyspę odwiedził także François l’Olonnais. 
W 1862 roku, podczas wojny secesyjnej amerykański biznesmen Bernard Kock wydzierżawił niezamieszkaną wówczas wyspę od rządu haitańskiego i wysunął propozycję osiedlenia na niej 5000 czarnoskórych niewolników wyzwolonych ze stanów Konfederacji. Po akceptacji planu przez prezydenta Abrahama Lincolna, pierwszy (i jedyny) statek z 453 wyzwoleńcami przybył na wyspę w maju 1863 roku. Kock zarządzał wyspą, wyzyskując osiedleńców, nie zapewnił im odpowiednich warunków sanitarnych i mieszkaniowych. W ciągu niespełna roku 88 osób zmarło w wyniku chorób i głodu, a 73 zbiegły na Haiti. Wobec rewolty mieszkańców Kock uciekł. W obliczu doniesień o panujących na wyspie warunkach, w lutym 1864 roku wysłany został okręt US Navy z zadaniem sprowadzenia pozostałych mieszkańców z powrotem do kraju, pozostawiając kolonię opuszczoną.
Napływ ludności i zabudowę wyspy na większą skalę zapoczątkowano w latach 30. i 40. XX wieku. W 1976 roku utworzono osobną gminę Île-à-Vache.
W 2012 roku rząd Haiti zapowiedział przeprowadzenie daleko idących inwestycji na wyspie, mających na celu wskrzeszenie haitańskiego sektora turystycznego, który praktycznie zanikł w latach 80., w okresie dyktatury Duvaliera. Plany porzucono do 2018 roku; ich reliktem jest nieukończone lotnisko międzynarodowe. W 2023 roku 80% ludności nie miało dostępu do czystej wody pitnej.